# NGC 595
NGC 595 es una región H II localizada en la Galaxia del Triángulo descubierta por Heinrich Ludwig d'Arrest el 1 de octubre de 1864.